# Trávník (Letovice)
Trávník (německy Trawnik) je vesnice, dnes součást města Letovice v okrese Blansko. Trávník tvoří jednu ze základních sídelních jednotek města a zároveň je jedním z jeho katastrálních území. V roce 2011 zde trvale žilo asi 130 obyvatel.
Vytváří západní část Kladorub, místní části Letovic, přičemž katastrální hranice mezi Trávníkem a Kladoruby probíhá východně od návsi s kaplí. Ves leží v údolí potoka Kladorubky a prochází jí turistické značené trasy (červená a zelená) a cyklotrasy č. 5164 a 5165.
Trávník byl od roku 1850 součástí Třebětína. Po druhé světové válce se stal součástí Kladorub a s nimi v roce 1986 součástí Letovic.